# Hans von Schönitz

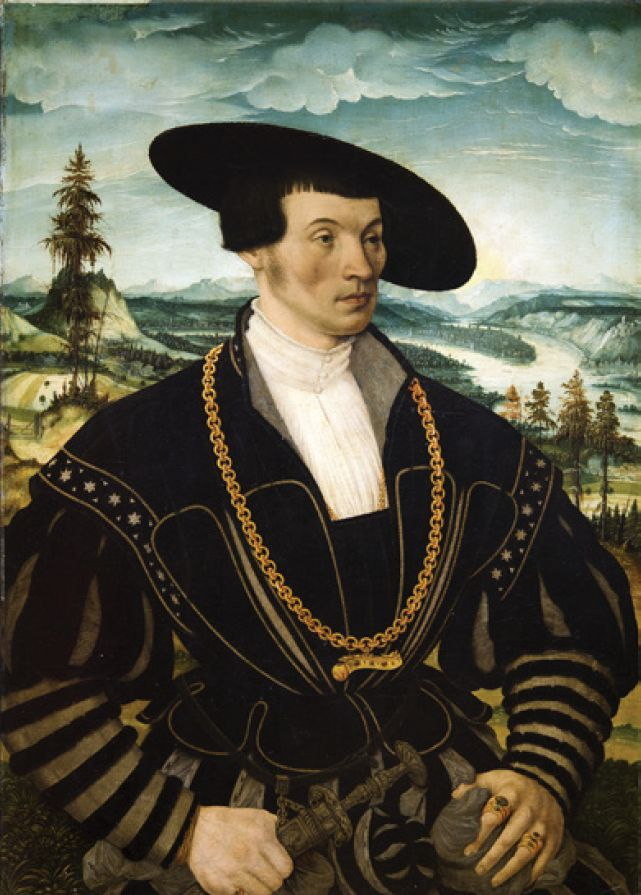
Ölgemälde des Hans von Schönitz 1533

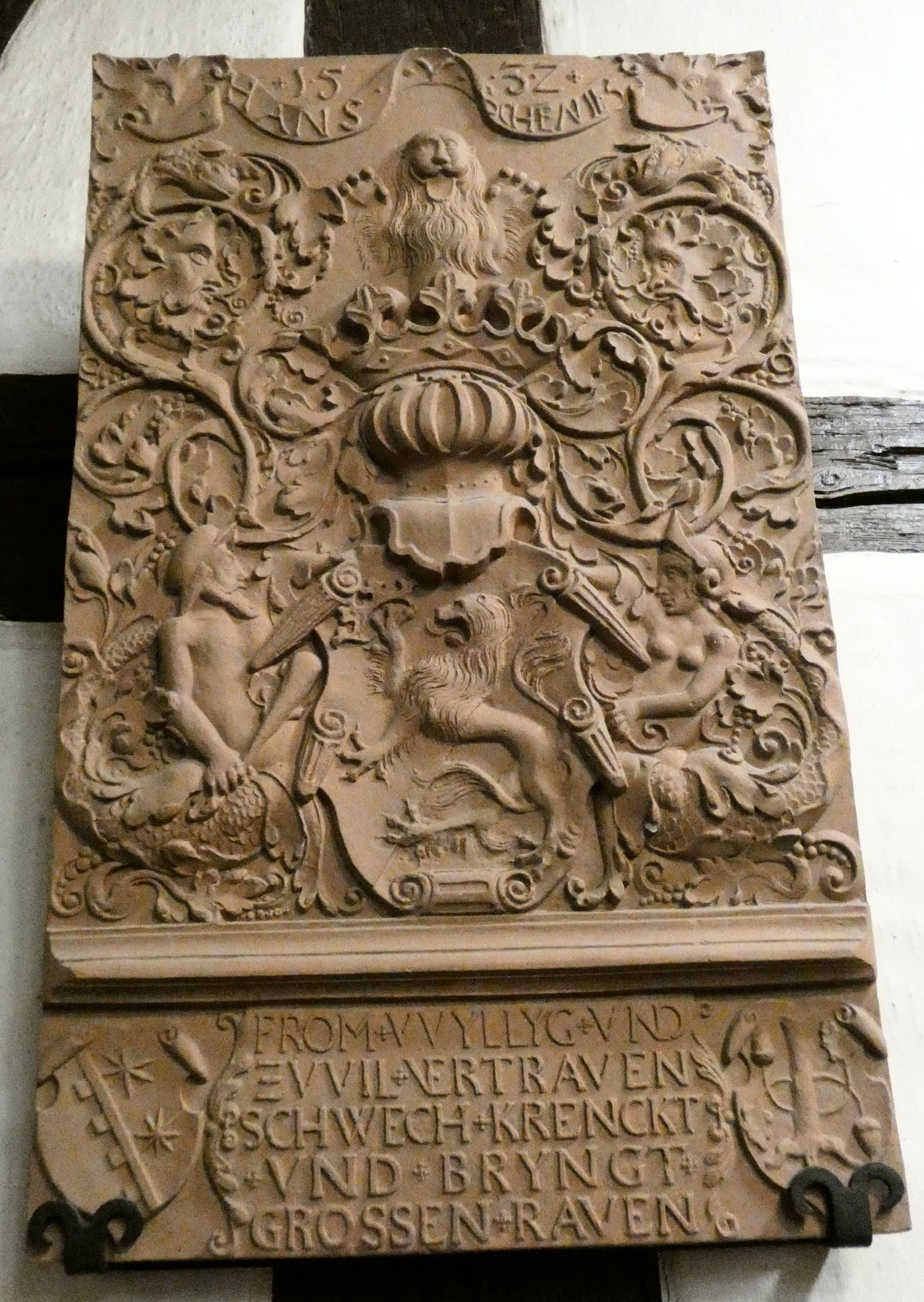
Hauszeichentafel des Hans von Schönitz, Technisches Halloren- und Salinemuseum, Gipsabguss

Hans von Schönitz oder Johann Schenitz (* 1499 in Halle an der Saale; † 21. Juni 1535 ebenda) war ein deutscher Kaufmann, oberster Kämmerer, Werkmeister und Vertrauter des Kardinals Albrecht von Brandenburg, seines Zeichens Kurfürst und Reichserzkanzler.
Der Kardinal ließ von Schönitz am 6. September 1534 auf der Moritzburg verhaften, in der Silberkammer der Burg Giebichenstein inhaftieren und verhören.
Er wurde am 21. Juni 1535 zum Tode verurteilt und am gleichen Tag am Galgen hingerichtet.

## Leben und Wirken
Hans von Schönitz oder Schenitz entstammte einer alten böhmischen Adelsfamilie. Sie war in der Mitte des 15. Jahrhunderts nach Sachsen gekommen und hatte sich dort als eine wohlhabende Kaufmannsfamilie etabliert. Sein Vater Martin Schönitz war seit spätestens 1481 ein angesehener Bürger und Pfänner (Patrizier) in Halle; dort hatte er mehrfach das hohe Amt des Ober-Bornmeisters inne. Er war nachweislich dreimal verheiratet. Seine erste Ehefrau war Walpurga Bauwins, seine zweite Katharina von Drachstedt und seine dritte, Mutter von Hans von Schönitz, war Margaretha Prellwitz, eine Tochter des Pfänners Laurentius Prellwitz.
Zunächst erlernte er den Beruf des Kaufmanns im väterlichen Tuchgeschäft; später studierte er Mathematik. Er unternahm Handelsreisen und knüpfte Beziehungen und Verbindungen zu großen Handelshäusern des Heiligen Römischen Reichs. Seine Kontakte eröffneten ihm frühzeitig einen Zugang zu Kardinal Albrechts Hof; ab dem Jahre 1520 stand von Schönitz in seinen Dienst.
Seine ersten Aufgaben waren Ein- und Verkäufe auf Messen, später kamen auch Geldgeschäfte hinzu, etwa die Beschaffung von Krediten, die Albrecht für seinen Lebensstil dringend benötigte. Der Kardinal ernannte ihn im Jahre 1522 zu seinem Finanzverwalter.
Als 1521 sein Vater Martin Schönitz starb, übernahm er zusammen mit seinem Bruder das Geschäft des Vaters. Am 23. Mai 1522 heiratete er die Kaufmanns- und Ratsherrentochter Magdalena Walter. Sie war die Tochter von Hieronymus Walter, der 1514 und 1536 das Amt eines Ratsherrn in Leipzig innehatte. Im gleichen Jahr erwarb er das Grundstück der ehemaligen Lamperti-Kapelle am Markt in Halle, um dort sein Wohn- und Geschäftshaus, den Kühlen Brunnen, zu errichten. Der Bau wurde Teil der von Kardinal Albrecht veranlassten städtebaulichen Umgestaltung im Sinne der Renaissancearchitektur.
In den folgenden Jahren gelang es von Schönitz, seine Position am Hof und seinen Einfluss auf Albrecht weiter zu festigen und auszubauen. 1528 wurde er zum obersten Kämmerer und Bauarchitekten ernannt. Als Bauverwalter und vielleicht auch als Konzeptverfasser war er bis zu seiner Verhaftung am 6. September 1534 tätig; er war für die Beschaffung der Finanzen und die Durchführung der Bauvorhaben Albrechts verantwortlich. Von Mai 1533 bis 1537 wurde diese Aufgabe durch den Architekten (Werkmeister) Andreas Günther († 1541) übernommen, der schon als Hofbaumeister der Erzbistümer Mainz und Magdeburg und des Bistums Halberstadt wirkte. Im Mai 1537 übernahm Bastian Binder die Aufgabe.
Als besonderen Ausdruck der kurfürstlichen Gunst des Kardinals wurde von Schönitz 1531 damit beauftragt, Albrechts Geliebte Belina Mazarotti aus Frankfurt am Main nach Halle zu holen.
Wegen des sehr aufwändigen Lebensstils des Kardinals beabsichtigte dieser im Jahre 1534, erneut die Steuern anzuheben; der Ständetag zu Calbe verlangte hierzu Einblick in die Buchhaltung des Landesherrn. Bei der Prüfung der Bücher ergab sich eine Differenz von 59.000 Gulden. Eine Differenz, die der Kämmerer Schönitz nicht erklären konnte. Vermutet wird, dass der Kardinal das Geld zur Deckung von Privatausgaben genutzt hatte und von Schönitz versuchte, diesen Sachverhalt zu vertuschen.

### Seine Hinrichtung, Hypothesen
Im Briefwechsel zwischen Albrecht und Schönitz zeigt sich ein außergewöhnlich vertrautes Verhältnis zueinander, gerade auch bei den fürstbischöflichen Finanzangelegenheiten. Hierin eingebunden ist auch das von Albrecht instruierte Auftreten Schönitz' gegenüber den erzstiftischen Ständen in Rechnungslegungssachen. Die Korrespondenz legt unlautere Finanzmanipulationen offen, von denen beide Beteiligte offenbar wussten.
Trotz oder vielleicht wegen seiner Loyalität ließ der Kardinal von Schönitz verhaften und ihm wegen Veruntreuung den Prozess machen. Schönitz wurde am 21. Juni 1535 zum Tode verurteilt und noch am gleichen Tag am Galgen des Amtes Giebichenstein gehenkt.
Es gibt Mutmaßungen, ein Beziehungskonflikt habe eine Krise zwischen Schönitz und Albrecht verursacht. Im Jahre 1531 wurde Schönitz damit beauftragt, Albrechts Geliebte (die Sängerin Belina Mazarotti) aus Frankfurt am Main nach Halle zu holen. Auf der Reise habe sich zwischen Schönitz und Mazarotti ein Verhältnis entwickelt, das beide auch nach dem Eintreffen in Halle versuchten, heimlich beizubehalten. Dies sei der Grund oder ein wichtiger Faktor hinter dem Todesurteil gegen Schönitz gewesen.
Mehrere Jahre später, nachdem Albrecht im Zuge seiner dunklen Finanzgeschäfte seinen Kämmerer Hans von Schönitz hatte hinrichten lassen und an dessen Verurteilung selbst beteiligt war, verschriftlichte und veröffentlichte Martin Luther den alten Verdacht gegen Albrecht in Bezug auf die Ermordung von Georg Winckler. Luther hatte sich für die Familie von Schönitz eingesetzt und den Kardinal des Justizmords bezichtigt.